# Bab Ezzouar
Bab Ezzouar (باب الزوار Bab Azwār) is een stad in het noorden van Algerije, iets ten oosten van de hoofdstad Algiers. Bad Ezzouar ligt aan de Middellandse Zeekust.
Bab Ezzouar is een relatief nieuwe stad. De stad, dat tot en met de jaren zeventig niet meer dan een dorp was met nog geen 10.000 inwoners, is een snelgroeiende stad en telde bij de volkstelling van 1998 reeds 92.200 inwoners.